# Neolithicum in België

Beschavingen ten tijde van het Midden-Neolithicum in Europa.

Het Neolithicum in België begon met de aankomst van neolithische landbouwers in het 6e millennium v.Chr.
In het vroege Europese Neolithicum zijn twee migratiestromingen  herkenbaar: een Centraal-Europese die teruggaat op de Midden-Europese bandkeramiek, en een zuidelijke die teruggaat op de cardiaal-impressoculturen van het Middellandse Zeegebied, in het noordwesten vertegenwoordigd door de La Hoguettecultuur. Beide culturen speelden een rol in de neolithisering van het Rijn-Maas-Scheldemesolithicum in België.  Plaatselijk is het naast elkaar voorkomen van mesolithische en neolithische gemeenschapen aangetoond, en tot de volledige neolithisering van het Rijn-Maas-Scheldegebied kan men uitgaan van een dergelijk naast elkaar bestaan van verschillende levenswijzen.

## Bandkeramische cultuur
Een volledig neolithische levenswijze ziet men bij de eerste landbouwers van de bandkeramische cultuur (ook Omalien) die zich rond 5250 v.Chr. op de hoger gelegen vruchtbare lössgronden van Haspengouw vestigden. De dragers ervan kenden nog geen ploeg om zwaardere kleigronden mee te bewerken. In typische met banden versierde potten bewaarde men voedsel en zaaigranen. Er waren contacten met leden van de aan de cardiaal-impressocultuur verwante Hoguette-groep, waarvan echter weinig is teruggevonden. Wel onderhielden al deze gemeenschappen onderlinge contacten, zoals blijkt uit de vondsten van gepolijste stenen bijlen, waarvan het materiaal van vreemde origine was. Ze onderhielden eveneens contacten met mesolithische groepen in het noorden, vooral langs de Maas. 
Er zijn grafvondsten en sporen van boerderijen op het lössplateau van Midden-België. In het oosten is de vroegste neolithische kolonisatie aangetroffen in Rosmeer, Darion, Waremme, Oleye, Vaux-et-Borset en Remicourt, iets verderop in de sites van Wange en Overhespen, en in het westen in Blicquy. Zij kenden nog niet het gebruik van een ploeg en waren voor vlees nog in belangrijke mate aangewezen op de jacht.
Na verschillende eeuwen is deze cultuur om nog onbekende redenen uitgestorven.

## Michelsbergcultuur

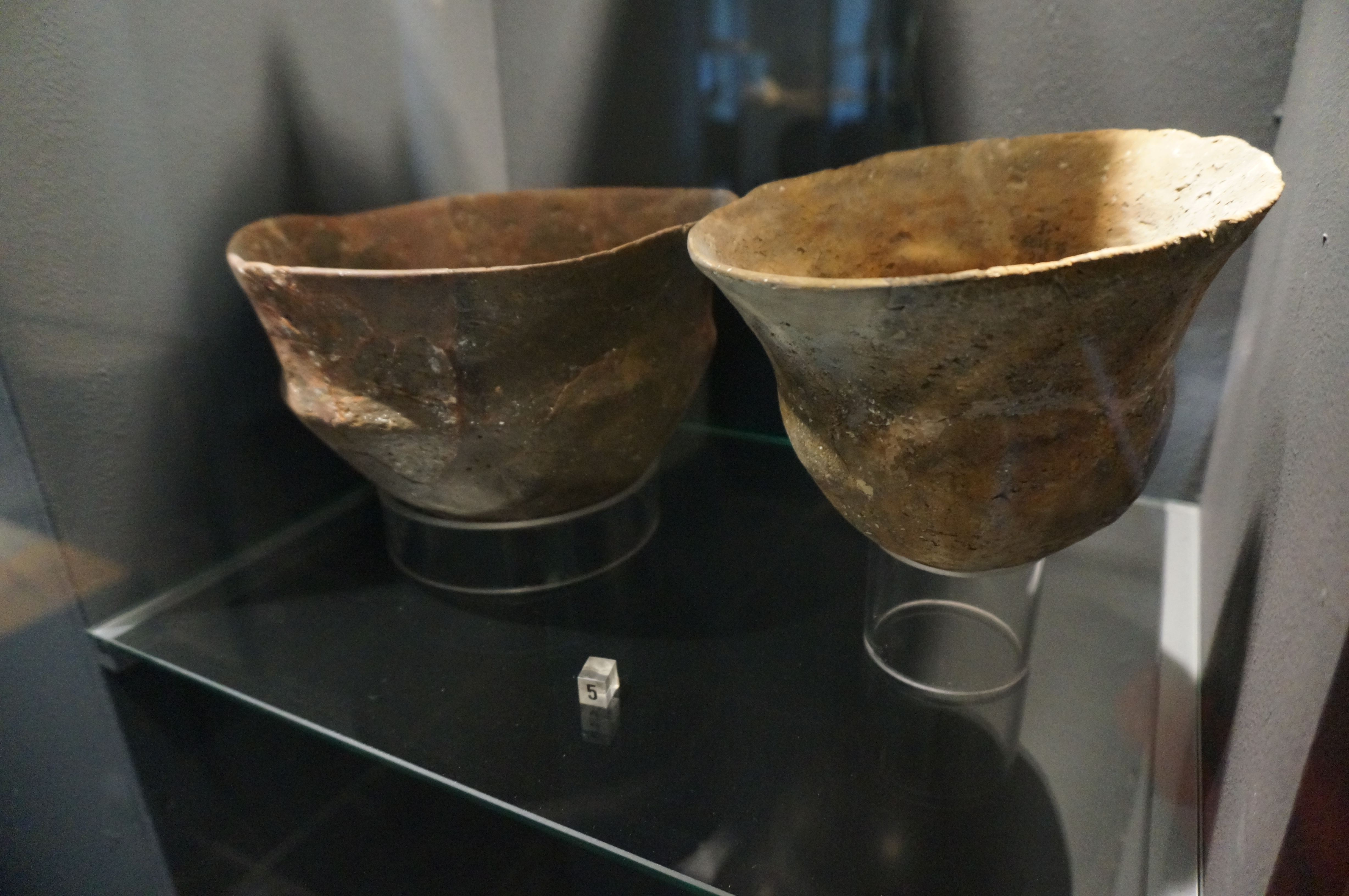
Aardewerk van de Michelsbergcultuur uit de Ardennen

Rond 4250 tot 3500 v. Chr. ontwikkelde zich in het zuidwesten van Duitsland, het zuiden van Nederland en het oosten van België de Michelsbergcultuur. Schaarse archeologische vondsten wijzen op een gemengde landbouwcultuur. De typische keramiek is de tulpvormige beker.
Een grote groep landbouwende inwijkelingen vestigde zich in Brabant rond Bosvoorde en het Henegouwense Spiennes. In de moerassige streken van Vlaanderen werden de eerste paaldorpen gebouwd (vooral Dentergem aan de Mandel). Men deed overwegend aan veeteelt, en mijngroeven werden aangelegd tot 16 meter diep om vuursteen te delven voor gereedschap. Bekend zijn de diepe vuursteenmijnen van Spiennes.
Onder andere in de Kempen, de Leemstreek en de Maasvallei verbouwde men in het Midden-Neolithicum eenkoorn en emmertarwe op de kleine akkers rond het huis. Voor het zware werk werden trekossen gebruikt. De veestapel bestond uit runderen, schapen, varkens en geiten, die graasden in een afgebakend stuk grond rond de woning.
Rond 3.500 v.Chr. hebben landbouwers in Haspengouw verbleven. Ze hadden schapen gedomesticeerd, evenals runderen en varkens. Deze boeren leefden op de lichte kleigronden die ze met een hark bewerkten en woonden in langhuizen.

## Seine-Oise-Marnecultuur

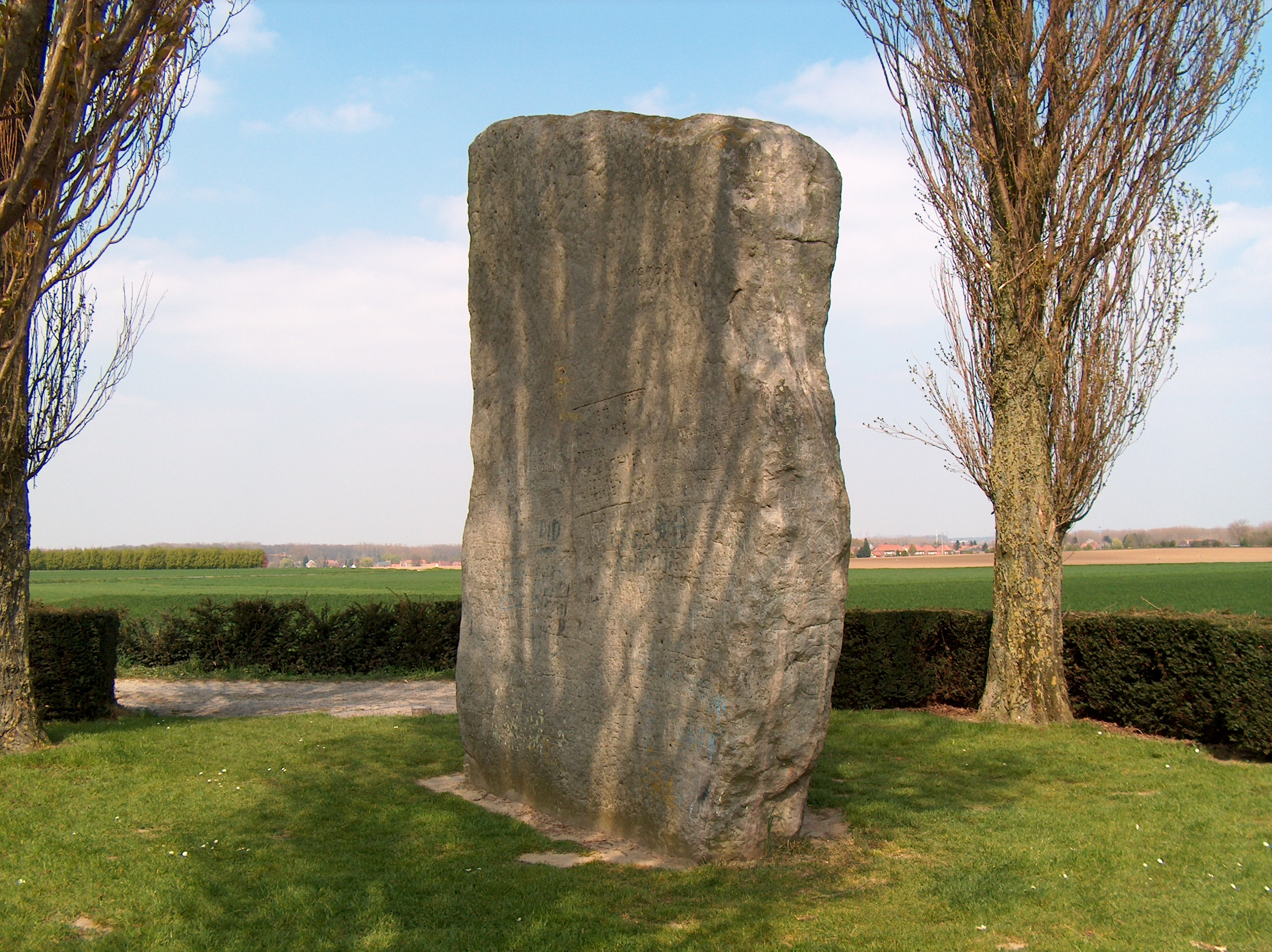
De Brunhildesteen, de grootste menhir van België, staat nabij Doornik.

Het zuiden van België werd in deze periode door de Franse Seine-Oise-Marnecultuur (SOM) bereikt. Zij bouwden meerdere megalithische monumenten. Bekend is de grafkelder van Stein in Nederlands Limburg. In België werden megalietgraven opgericht en menhirs, waarvan de juiste betekenis nog steeds niet achterhaald is. Zo zouden de twee dolmens bij Wéris (Dolmen van Wéris en Dolmen van Oppagne) gebouwd zijn door de Seine-Oise-Marnecultuur. Gezien de gevonden beenderresten zouden ze, mogelijk in een latere periode, zijn gebruikt als begraafplaatsen. Dolmens, menhirs en natuurlijke stenen rond Wéris zijn op lijnen geplaatst over de betekenis waarvan druk gespeculeerd wordt.